# Bous, Luxemburg (kommun)
Kommunen Bous (franska: Commune de Bous, luxemburgiska: Gemeng Bous, tyska: Gemeinde Bous) är en kommun i kantonen Remich i sydöstra Luxemburg. Kommunen har 1 688 invånare (2022), på en yta av 15,43 km². Den utgörs av huvudorten Bous samt orterna Assel, Erpeldange och Rolling.